# Речное сельское поселение (Кумёнский район)
Речное сельское поселение  — муниципальное образование в составе Кумёнского района Кировской области России.
Центр — посёлок Речной.

## История
Речное сельское поселение образовано 1 января 2006 года согласно Закону Кировской области от 07.12.2004 № 284-ЗО.

## Население
| 2010  | 2012  | 2013  | 2014  | 2015  | 2016  | 2017  |
| ----- | ----- | ----- | ----- | ----- | ----- | ----- |
| 1676  | ↗1719 | ↗1739 | ↘1724 | ↘1707 | ↘1685 | ↘1618 |
| 2018  | 2019  | 2020  | 2021  |       |       |       |
| ↘1546 | ↘1499 | ↗1505 | ↘1425 |       |       |       |

## Состав
В состав поселения входят 17 населённых пунктов (население, 2010):
| - посёлок Речной — 978 чел.; - деревня Баричи — 5 чел.; - деревня Вагино — 0 чел.; - деревня Ваговщина — 5 чел.; - деревня Карино — 8 чел.; - деревня Коковихи — 4 чел.; - деревня Кордон — 2 чел.; - деревня Кочкино — 19 чел.; - деревня Крестьяне — 2 чел.; | - деревня Лашино — 0 чел.; - деревня Мошаны — 0 чел.; - посёлок Олимпийский — 431 чел.; - деревня Полом — 5 чел.; - деревня Рудины — 1 чел.; - деревня Слудное — 95 чел.; - деревня Швецово — 121 чел.; - деревня Шмелиха — 0 чел. |